# Hontianske Trsťany
Hontianske Trsťany (in ungherese Hontnádas) è un comune della Slovacchia facente parte del distretto di Levice, nella regione di Nitra.